# أوبيد تايلور
أوبيد تايلور (بالإنجليزية: Obed Taylor)‏ هو مهندس معماري أمريكي، ولد في 27 أبريل 1824، وتوفي في 2 أغسطس 1881.